# Faison Building

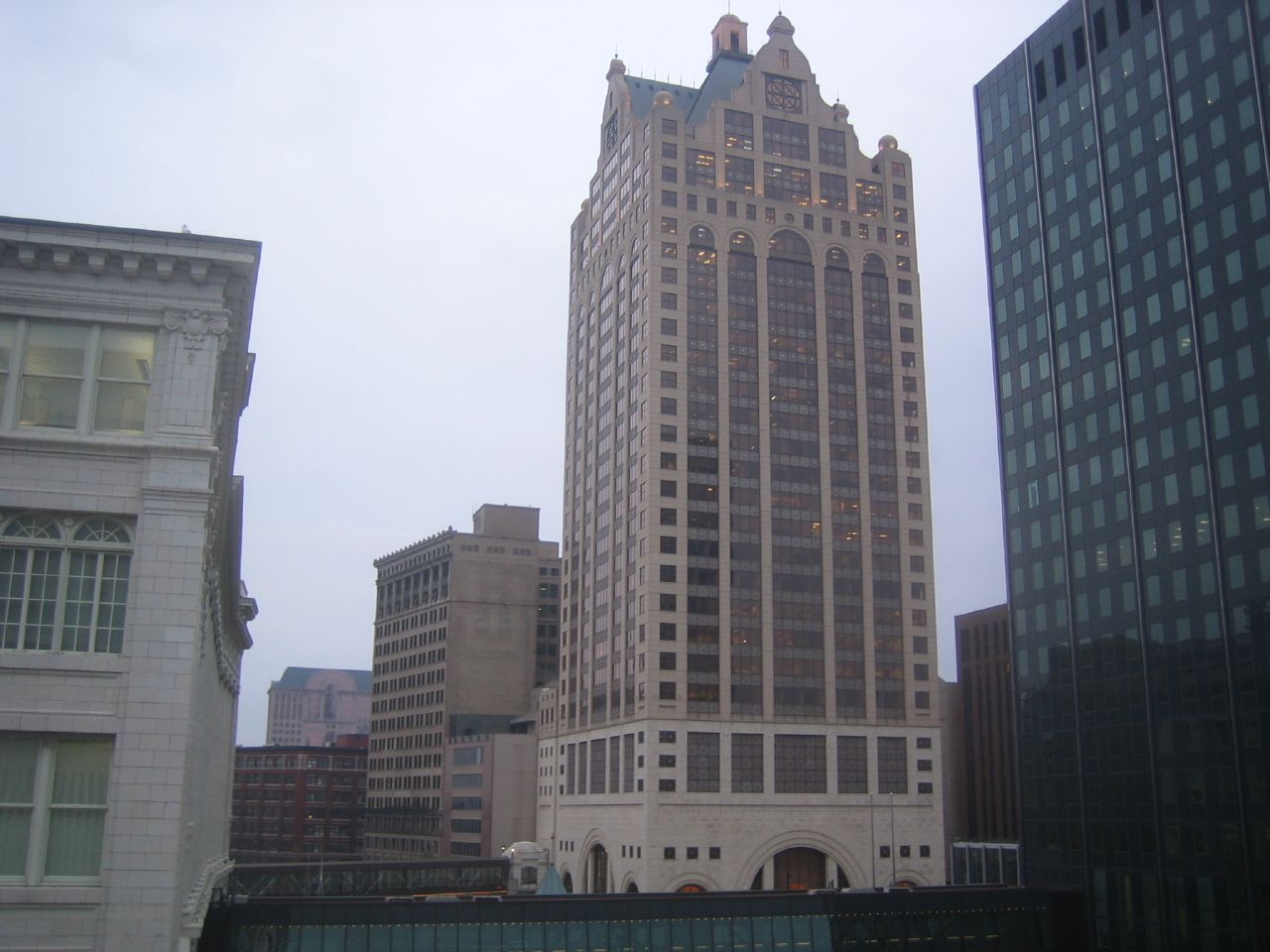
Faison Building

Le Faison Building est un gratte-ciel de la ville de Milwaukee, dans l'état américain du Wisconsin. Il est également connu sous le nom de 100 East Wisconsin, appellation qu'il doit à sa situation géographique, au 100, East Wisconsin Avenue.
Culminant à 167,3 mètres (549 pieds), il compte 37 étages et il est le second plus haut immeuble de l'État du Wisconsin, derrière l'US Bank Center.
Érigé en 1989 par la compagnie d'architectes LS3P Associates, cet édifice post-moderniste s'inspire des canons de l'architecture traditionnelle allemande.